# Никита Nomerz
Никита Номерз (настоящая фамилия — Кузнецов, род. 12 августа, 1990, Горький, СССР) — российский художник, куратор, документалист и исследователь уличного искусства. Создатель и идеолог международного фестиваля уличного искусства «Место», автор документального фильма «В открытую» и составитель «Энциклопедии уличного искусства Нижнего Новгорода (1980—2020)». В художественных практиках работает в направлениях: стрит-арт, паблик-арт, инсталляция, видео-арт и др.

## Биография
Никита Номерз (Nomerz) родился в 1990 году в городе Горьком. В 2005 году увлекся уличным искусством. В 2013 году закончил Гуманитарно-художественный институт ННГАСУ по специальности «художник-проектировщик».
Кроме объектов уличного искусства создает живописные и графические студийные работы для экспонирования в выставочных пространствах. Для произведений художника характерна категория «site-specific» — использование специфики пространства — его истории, функции, материала, структуры.
Никита Nomerz — участник значительного количества фестивалей уличного искусства в России и за рубежом: Германии, Франции, Испании, Финляндии, Китае, ОАЭ, Таиланде и других странах. Получил широкую популярность в России и за границей в 2012 году, благодаря проекту «Живые стены». По версии международного портала «Street Art Utopia» две работы из серии попали в мировую сотню лучших работ в области городского искусства за 2011 год. С 2013 года Никита Nomerz основное внимание в творчестве уделяет работам получившим общее название «Части целого», их отличает символизм, лаконичность образов и графичность рисунка. Одна из работ серии в 2013 году вошла в основную экспозицию «Музея стрит-арта» в Санкт-Петербурге, где представлены произведения значимых уличных художников России и зарубежья. В 2017 году художник презентовал в Нижнем Новгороде проект «Точки», и принял участие в арт-резиденции «Заря» в городе Владивосток. В 2020 году реализовал серию социальных проектов, таких как «Режим повышенной готовности», «Баланс», «Неприемлемый контент» и др. В 2021 году на главном фасаде «Музея стрит-арта» создал масштабную работу «Когда уже звезды?», общей площадью более 1600м2. В 2023 году по требованию Государственной административно технической инспекции фасад с монументальной росписью был закрашен. В 2022 году создал обложку альбома «Меланж» для музыкальной группы Krec.
Никита Nomerz автор документального фильма «Паша 183» (2013), созданного в память о уличном художнике Павле Пухове и автор «В открытую» (2017) — первого масштабного документального фильма про граффити и стрит-арт в России. В проекте приняли участие более 60 художников со всей страны. Публичные показы фильмов прошли во многих городах России и за рубежом. Художник занимается выпуском малотиражных печатных изданий, связанных с современной уличной культурой. Автор книги «Энциклопедия уличного искусства Нижнего Новгорода (1980—2020)» (2022). Издание содержит биографические справки о ключевых нижегородских уличных художниках разных поколений и направлений, словарь с терминологией, относящейся к граффити и стрит-арту, обзор знаковых для уличного искусства локаций и работ приезжих авторов. Основой издания стала статья, содержащая подробную хронологию уличного искусства Нижнего Новгорода с 1980 по 2020 год. В ней отражены ключевые события, оказавшие влияние на стиль локальной сцены. Книга была номинирована на XIV Премии им. Сергея Курёхина за «Лучший текст о современном искусстве» и победила в номинации «Литература» премии Топ-50 журнала Собака. В 2012 и 2013 годах выступил куратором площадки уличного искусства на фестивале «Art Ovrag», проходящего в городе Выкса. Инициатор и куратор международного фестиваля уличного искусства «Место», ежегодно проходящего в Нижнем Новгороде с 2017 года.
Студийные произведения на холстах, многосоставные деревянные панно и графика художника находятся в частных коллекциях в России и зарубежом, а также представлены в Санкт-Петербурге в «Стрит-арт хранение» — институции основой которой стала обширная коллекция работ художников уличной волны.

## Избранные фестивали
- 2023, 2022 — Фестиваль уличного искусства «Ibug»[49][50][51][52] / Германия, Флеа, Лейпциг
- 2022, 2021, 2020, 2019, 2018, 2017 — Фестиваль уличного искусства «Место» / Россия, Нижний Новгород
- 2022, 2020, 2018 — Фестиваль уличного искусства «Карт Бланш»[53] / Россия, Екатеринбург
- 2022 —Фестиваль уличного искусства «мУкА.Склады искусства» / Россия, Томск
- 2020, 2019, 2017, 2010 — Фестиваль уличного искусства «Kras»[54][55] / Россия, Красноярск
- 2019 — Фестиваль уличного искусства «Berlin Massive» / Германия, Берлин
- 2019 — Фестиваль «Яркие люди» / Россия, Москва, Парк искусств «Музеон»
- 2019 — Фестиваль уличного искусства «Art public school» / Россия, Якутск
- 2017, 2016, 2015, 2013, 2012, 2011 — Фестиваль уличного искусства «Стенограффия» / Россия, Екатеринбург
- 2017 — Фестиваль уличного искусства «Морфология улиц» / Россия, Тюмень
- 2017 — Фестиваль уличного искусства «Okrasheno» / Россия, Новосибирск
- 2017 — Фестиваль уличного искусства «Street art Week» / Россия, Новокузнецк
- 2017, 2016 — Фестиваль уличного искусства «Heart4Art» / Испания, Нава
- 2017 — Фестиваль «Street Vision» / Россия, Томск
- 2017 — Фестиваль уличного искусства «Чилим» / Россия, Астрахань
- 2016 — Фестиваль уличного искусства «Dubai Canvas» / ОАЭ, Дубай
- 2015 — Фестиваль уличного искусства «Новый Город: Древний» / Россия, Нижний Новгород
- 2015 — Фестиваля электронной музыки и современного искусства «Present Perfect» / Россия, Санкт-Петербург
- 2013, 2012, 2011 — Фестиваль новой культуры «Art Ovrag» / Россия, Выкса
- 2013 — Проект уличного искусства «Здесь» / Россия, Воронеж
- 2013, 2012 — Фестиваль уличного искусства «Чистое поле» / Россия, Тульская обл., Пространство «Архферма»
- 2013 — Фестиваль уличного искусства «Экология пространства» / Россия, Пермь
- 2013 — Фестиваль уличного искусства «Ижевская интервенция» / Россия, Ижевск
- 2013 — Фестиваль уличного искусства «Art-invasion» / Россия, Салават
- 2013 — Фестиваль уличного искусства «Signal» / Беларусь, Минск, Гродно, Гомель
- 2013 — Проект уличного искусства «Chinese residents» / Китай, Суйфунхе
- 2012 — Фестиваль уличного искусства «Like it. Art» / Россия, Казань
- 2012 — Фестиваль уличного искусства «Макаронная фабрика» / Россия, Ростов-на-Дону

## Избранные выставки
- 2024 — Коллективная выставка «Весть»[56] / Россия, Санкт-Петербург, Русский музей, корпус Бенуа
- 2024 — Коллективная выставка «Артефакты»[57] / Россия, Санкт-Петербург, Стрит-арт хранение
- 2024 — Коллективная выставка «Стрит-арт столицы»[58] / Россия, Красноярск, Музейный центр «Площадь мира»
- 2023 — Коллективная выставка «Хроника цветущих событий»[59] / Россия, Москва, галерея «Триумф»
- 2023 — Коллективная выставка «Видеоформа 10»[60] / Россия, Санкт-Петербург, ЦСИ им. Сергея Курёхина
- 2023 — Персональная выставка «А где Номерз?»[61][62] /  Германия, Лейпциг, фестиваль «Ibug»
- 2022 — Коллективная выставка «One year» / Греция, Афины, галерея «Delirium Athens»
- 2022 — Коллективная выставка «Переходное состояние»[63][64] / Россия, Нижний Новгород, «Заповедные кварталы»
- 2022 — Коллективная выставка «Совместимость»[65] / Россия, Нижний Новгород, галерея «9Б»
- 2022 — Коллективная выставка «Музейник»[66][67] / Россия, Рыбинск, Рыбинский музей-заповедник
- 2022 — Коллективная выставка «Opening» / Россия, Нижний Новгород, галерея «1221»
- 2021 — Коллективная выставка «Ау!»[68] / Россия, Санкт-Петербург, Музей Стрит-арта
- 2021 — Коллективная выставка «Место x Зарядье»[69] / Россия, Москва, парк «Зарядье», «Северный тоннель»
- 2021 — Коллективная выставка «Ничего страшного» / Россия, Ростов-на-Дону, галерея «Ростов»
- 2021 — Коллективная выставка «Рихтер. Регионы» / Россия, Москва, «Рихтер»
- 2020 — Коллективная выставка «Место»[70] / Россия, Нижний Новгород, галерея «9Б»
- 2020 — Персональная выставка «Баланс»[71] / Россия, Нижний Новгород, уличная экспозиция
- 2020 — Персональная выставка «Режим повышенной готовности»[72] / Россия, Нижний Новгород, уличная экспозиция
- 2019 — Коллективная выставка «Last of» / Россия, Нижний Новгород, галерея «Futuro»
- 2018 — Коллективная выставка «Части стен»[73] / Россия, Санкт-Петербург, Центральный выставочный зал «Манеж»
- 2018 — Коллективная выставка «Reset» / Россия, Нижний Новгород, «Sheraton»
- 2017 — Персональная выставка «Перемещение»[74] / Россия, Владивосток, ЦСИ «Заря»
- 2017 — Персональная выставка «Точки»[75] / Россия, Нижний Новгород, уличная экспозиция
- 2016 — Коллективная выставка «Проект 64» / Россия, Москва, ВДНХ, Павильон «Оптика»
- 2015 — Коллективная выставка «Уличные романтики»[76] / Россия, Москва, галерея «Нагорная»
- 2011 — Коллективная выставка «SubWay» / Россия, Нижний Новгород, ГЦСИ «Арсенал»
- 2010 — Коллективная выставка «CrossPoint» / Россия, Нижний Новгород, Нижегородский государственный выставочный комплекс

## Избранные резиденции
- 2024 — Арт-резиденция «Mausa»[77][78] / Франция, Битче
- 2024 — Арт-резиденция «Mural Harbor»[79] / Австрия, Линц
- 2022 — Арт-резиденция «Helsinki urban art»[80] / Финляндия, Хельсинки
- 2021 — Арт-резиденция «Ничего страшного» / Россия, Ростов-на-Дону
- 2017 — Арт-резиденция «Заря»[81] / Россия, Владивосток
- 2016 — Арт-резиденция «Onega gallery project» / Франция, Париж

## В фильмах
- 2023 — Документальный фильм «Переходное состояние»[82]. Режиссёр: Тёма Агафонов.
- 2022 — Документальный фильм «Место’21»[83]. Режиссёр: Борис Дементьев.
- 2022 — Документальный фильм «Миллениалы.док»[84]. Режиссёр: Валерия Сарайкина.
- 2021 — Документальный фильм «Ау»[85]. Режиссёр: Павел Мачихин.
- 2021 — Документальный фильм «Ключевые люди: Никита Nomerz»[86]. Режиссёр: Евгений Никитин.
- 2021 — Документальный фильм «Oh my Град: Нижний Новгород»[87]. Режиссёр: Глеб Мамонов.
- 2021 — Документальный фильм «Пискунов: Нижний Новгород»[88]. Режиссёр: Егор и Анна Пискуновы.
- 2021 — Документальный фильм «В руках времени»[89]. Режиссёр: Иван Волков.
- 2020 — Документальный фильм «Место’20»[90]. Режиссёр: Борис Дементьев.
- 2019 — Документальный фильм «Стрит-арт. Философия прямого действия»[91]. Режиссёр: Владимир Буробин.
- 2019 — Документальный фильм «Место’18»[92]. Режиссёр: Антон Семериков и Никита Nomerz.
- 2018 — Документальный фильм «От первого лица»[93]. Режиссёр: Станислав Сизенцев.
- 2017 — Документальный фильм «В открытую»[94]. Режиссёр: Никита Nomerz.
- 2016 — Документальный фильм «Теплые стены». Режиссёр: Дмитрий Степанов.
- 2011 — Документальный фильм «Stenograffia». Режиссёр: Андрей Крупин.

## В литературе
- Игорь Поносов. Искусство и город: граффити, уличное искусство, активизм: Игорь Поносов, 2021. — 288 с., ил.
- Cyrille Gouyette, Une street histoire de l'art: 2021—224 с., ил.
- Закрытое сообщество — 2: 2020—250 с., ил.
- Артмосфера. Энциклопедия российского уличного искусства: 2019—312 с., ил.
- Алиса Савицкая, Артём Филатов. Краткая история нижегородского уличного искусства: GARAGE, 2019. — 180 с., ил.
- Музей стрит-арта. Каталог постоянной экспозиции: Музей стрит-арта, 2018. — 200 с., ил.
- Алексей Партола. Части стен — 2: фотоальманах: Фонд RuArts; Ось, 2018. — 400 c., ил.
- Монолог с государством: 2018—134 с., ил.
- Балова О., Седов А., Водонапорные башни России: Академия-XXI, 2016—431 с., ил
- Sophie Pujas, Street art poesie urbaine: 2015—192 с., ил.
- Soura Magazine #39: 2015 — 72 с., ил.
- Lee Bofkin, Concrete Canvas: Global Street Art, 2013—304 с., ил.
- Petrograff #3: 2013—198 с., ил.
- Urban Landscape Furniture: Hi-Design Publishing, 2012—335 с., ил.
- Shoes — Up #36: 2012—196 с., ил.
- Александр Stan. Urban Roots #7: 2012—132 с., ил.
- Фокин Д., Синцов А., Приволжье. Большая книга по краеведению: Эксмо, 2012—240 с., ил.